# PZL.43
El PZL.43 fue un bombardero ligero y avión de reconocimiento polaco diseñado a mediados de la década de 1930 por PZL en Varsovia. Era una versión de exportación del PZL.23 Karaś. Su principal usuario fue la Fuerza Aérea de Bulgaria, que lo llamó Chaika (Чайка, gaviota). 

## Diseño y desarrollo
El PZL.23 Karaś, bombardero ligero y avión de reconocimiento polaco estándar, no podía ser exportado debido a las restricciones de la licencia sobre del empleo del motor Bristol Pegasus fabricado por PZL. El PZL.43 fue una variante de exportación mejorada del PZL.23, propulsada por un motor Gnome-Rhône 14K. Primero fue ofrecida a Rumanía, pero la rechazaron a favor de modelos de producción local. El PZL.43 tuvo más éxito en Bulgaria, que estaba reformando su Fuerza Aérea tras un periodo de limitaciones por los tratados del periodo de entreguerras, realizó en abril de 1936 un pedido de 36 aparatos.
Al igual que su predecesor, el PZL.43 tenía un diseño convencional. Era un monoplano completamente metálico, de ala baja cantilever con fuselaje semimonocasco. Su tripulación era de tres hombres: piloto, bombardero y observador/artillero. Los puestos del piloto y el observador iban en tándem bajo la cubierta de la carlinga, mientras que el puesto del artillero era abierto. El bombardero ocupaba una góndola ventral que contaba con una ametralladora apuntando hacia atrás. El tren de aterrizaje fijo estaba protegido por sendas cubiertas, no siendo apto para aeródromos improvisados. Los tanques de combustible en la sección central de las alas contenían 740 litros cada uno. Su hélice era tripala.
Las diferencias entre ambos modelos se derivaban principalmente del uso del más pesado y largo (dos filas de siete cilindros) motor Gnome-Rhône. Para mantener el centro de gravedad, se alargó el fuselaje añadiendo una sección central que movió la góndola del bombardero hacia atrás. El nuevo motor mejoró su desempeño considerablemente, aumentando la velocidad máxima de 319 km/h a 365 km/h. Además, se aumentó el armamento con dos ametralladoras Karabin maszynowy wz. 36 montadas a los lados del fuselaje para no interferir con el motor radial. Podía transportar hasta 700 kg de bombas bajo las alas, tal como el PZL.23. Una opción habitual eran 24 bombas de 12,5 kg (300 kg en total). Se le instaló una cámara para fotografía aérea.
Ningún prototipo precedió a la producción de serie de 12 aviones en  1937. Estos fueron designados PZL.43 y estaban propulsado por motores Gnome-Rhône 14K de 900-930 CV.
En marzo de 1938, Bulgaria ordenó otros 42 aviones propulsados por el nuevo motor Gnome-Rhône 14N-01, un modelo mejorado del 14K que tenía una potencia de 950-1.020 CV. Estos fueron designados PZL.43A Chaika. Su producción empezó en 1939, pero solamente fueron construidos y suministrados a Bulgaria 36 antes de la Invasión de Polonia en septiembre de 1939.
A veces el avión es llamado "PZL P.43", pero a pesar de la abreviación P.43 pintada en el timón, la letra "P" era generalmente reservada a los cazas diseñados por Pulawski (como el PZL P.11). En algunas fuentes antiguas el PZL.43 es mencionado como PZL.43A, mientras que el PZL.43A es mencionado como PZL.43B. Estas designaciones son incorrectas.

## Historial de combate
Después de la invasión alemana de Checoslovaquia en marzo de 1939, en una situación política cada vez más tensa, la Fuerza Aérea de Polonia propuso confiscar algunos PZL 43A de la orden búlgara. Pero las autoridades militares, temerosas de las multas, erróneamente decidieron dar curso a la orden (las multas habrían sido menores que el valor de dos aviones - unos 440.000 zlotys). Los primeros PZL.43A fueron suministrados a Bulgaria en junio de 1939 y el último de los 36 en agosto, poco antes del inicio de la Segunda Guerra Mundial. Junto a los 12 PZL.43 y los 2 PZL.43A suministrados por Alemania en 1940, Bulgaria tuvo un total de 50 aviones.
Inicialmente sirvieron en tres escuadrones de 12 aviones en el 1º Grupo de Línea (linyen orlyak). A partir de 1942 fueron empleados en el 1º Regimiento de reconocimiento y el 2º Regimiento de Línea. Los Chaika fueron empleados principalmente para entrenamiento y rastreo de partisanos en Macedonia en 1943-1944. Varios se estrellaron en servicio y era difícil obtener piezas de repuesto. En 1944 fueron retirados del frente y eventualmente dados de baja en 1946.
Al momento de la invasión alemana de Polonia, 9 PZL.43A de la orden búlgara estaban embalados y listos para enviarse, o estaban incompletos, faltando la hélice a dos. Cinco fueron trasladados al aeródromo de Bielany y confiscados por la Fuerza Aérea de Polonia para servir en el 41 Eskadra Rozpoznawcza (41.er Escuadrón de reconocimiento), que estaba principalmente equipado con PZL.23 Karaś. Llevaron a cabo misiones de reconocimiento, pero para el 10 de septiembre de 1939 solo quedaban dos aviones. Uno fue derribado por un Messerschmitt Me 110 en Michałówek, cerca de Sulejówek, pereciendo su tripulación. El segundo, dañado por dos Messerschmitt Me 109, hizo un aterrizaje forzoso dos días después en Brześć. Probablemente ambos todavía llevaban insignias búlgaras.
Otros tres aviones de la orden búlgara fueron abandonados en Okęcie y resultaron dañados en un bombardeo aéreo el 4 de septiembre, siendo capturados por los alemanes en una fábrica de Varsovia-Okęcie. Algunos aviones dañados y abandonados en el aeródromo de Okęcie fueron capturados por los alemanes. Cinco fueron reparados y enviados a Bulgaria. Otro fue probado por los alemanes en Rechlin antes de unirse a los demás en Bulgaria en octubre.

## Variantes
PZL.43
Primer lote de serie, 12 unidades.
PZL.43A
Segundo lote de serie equipado con el motor más potente Gnome-Rhône 14N-01, 42 unidades.
PZL.43B
Versión mejorada, propulsada por un motor Gnome-Rhône 14N-01 de 980 CV.

## Usuarios
Bulgaria
- La Fuerza Aérea de Bulgaria empleó 50 aviones:[4]
  - El 2. jato/ Obrazcow Orliak (2º Escuadrón del Ala Ejemplar) empleó 12 PZL.43.
  - El 1. Lineen Orliak (Escuadrón de vuelo estable (bombardeo)) empleó 36 PZL.43A, 12 en cada jato (escuadrón).
  - El 1. Razuznawatelen Polk (Regimiento de reconocimiento) empleó el PZL.43A entre marzo de 1942 y agosto de 1944.
  - El 2. Lineen Polk (Regimiento de vuelo estable (bombardeo)) empleó el PZL.43A entre marzo de 1942 y agosto de 1944.
  - El 113. jato za blisko razuznavanye (Escuadrón de reconocimiento de corto alcance) empleó 13 PZL.43A entre agosto de 1944 e inicios de 1945.
  - El 123. jato za blisko razuznavanye empleó 11 PZL.43A entre agosto de 1944 e inicios de 1945.[1]

 Luftwaffe
- La Luftwaffe probó aviones capturados.

 Polonia
- Fuerza Aérea de Polonia
  - El 41 Eskadra Rozpoznawcza (Escuadrón de reconocimiento) empleó 5 PZL.43A.

## Especificaciones (PZL.43B)

### Características generales
- Tripulación: 3
- Capacidad: Bombardero
- Longitud: 9,95 m
- Envergadura: 13,95 m
- Altura: 3,3 m
- Superficie alar: 26,8 m²
- Peso vacío: 2 200 kg
- Peso cargado: 3 100 kg
- Peso útil: 900-1 325 kg
- Peso máximo al despegue: 3 525 kg
- Planta motriz: 1× Gnome-Rhône 14N-01 radial de 14 cilindros en doble estrella.
  - Potencia: 1.020 cv

### Rendimiento
- Velocidad nunca excedida (Vne): 365 km/h a 4.000 m
- Velocidad crucero (Vc): 300 km/h
- Velocidad de entrada en pérdida (Vs): 115 km/h
- Alcance: 1.400 km
- Techo de vuelo: 8.500 m
- Régimen de ascenso: 7,5 m/s
- Carga alar: 115 kg/m²

### Armamento
- Armas de proyectiles: 

  - 4 ametralladoras:
  - 2 PWU wz.36B de 7,92 mm, fijas en el morro;
  - 1 PWU wz.36B de 7,92 mm en la parte posterior de la cabina;
  - 1 PWU wz.36B de 7,92 mm en la góndola ventral;
- Bombas: 600-700 kg

### Desarrollos relacionados
- PZL.23 Karaś

### Aeronaves similares
- Neman R-10
- Heinkel He 70
- Fairey Battle
- A-35 Vengeance
- Mitsubishi Ki-30
- DAR-10